# Belfy i Lillibit
Belfy i Lillibit (森の陽気な小人たちベルフィーとリルビット Mori no yoki na kobitotachi: Berufii to Rirubitto?) és una sèrie televisiva de dibuixos animats nipoamericana producte de Tatsunoko i formada per 26 episodis transmesos en japonès al gener del 1980 a la TV Tokyo. A Itàlia la sèrie arriba al 1982 per mitjà del canal Italia 1. I a Espanya apareix a la cadena televisiva TVE1.

## Trama
Belfi i Lillibit són dos follets molt amics que viuen en un poblat al fons del bosc. Lillibit viu amb el seu pare Rock que és el metge de la vila i passa el seu temps amb els seus amics i sobretot amb Belfi. Plegats viuen moltes aventures mentre intenten ajudar la gent veïna que es troba amb dificultats.

## Personatges
- Belfy
- Lillibit
- Napo
- Toshino
- Rock, pare de Lillibit
- Docky, oncle de Belfy
- Marge
- Signor Al
- Kuruma
- Magor

## Doblatge
| Personatges  | Veu japonesa       | Veu italiana    |
| ------------ | ------------------ | --------------- |
| Belfy        | Youko Asagami      | Laura Boccanera |
| Lillibit     | Mayumi Tanaka      | Monica Cadueri  |
| Napo         | Sachiko Chijimatsu | Rita Baldini    |
| Marge        |                    | Giovanna Avena  |
| Kuruma       |                    | Daniela Caroli  |
| Veu Narrador | Toshiko Maeda      | Giovanna Avena  |